# عابرة محيط منتظمة

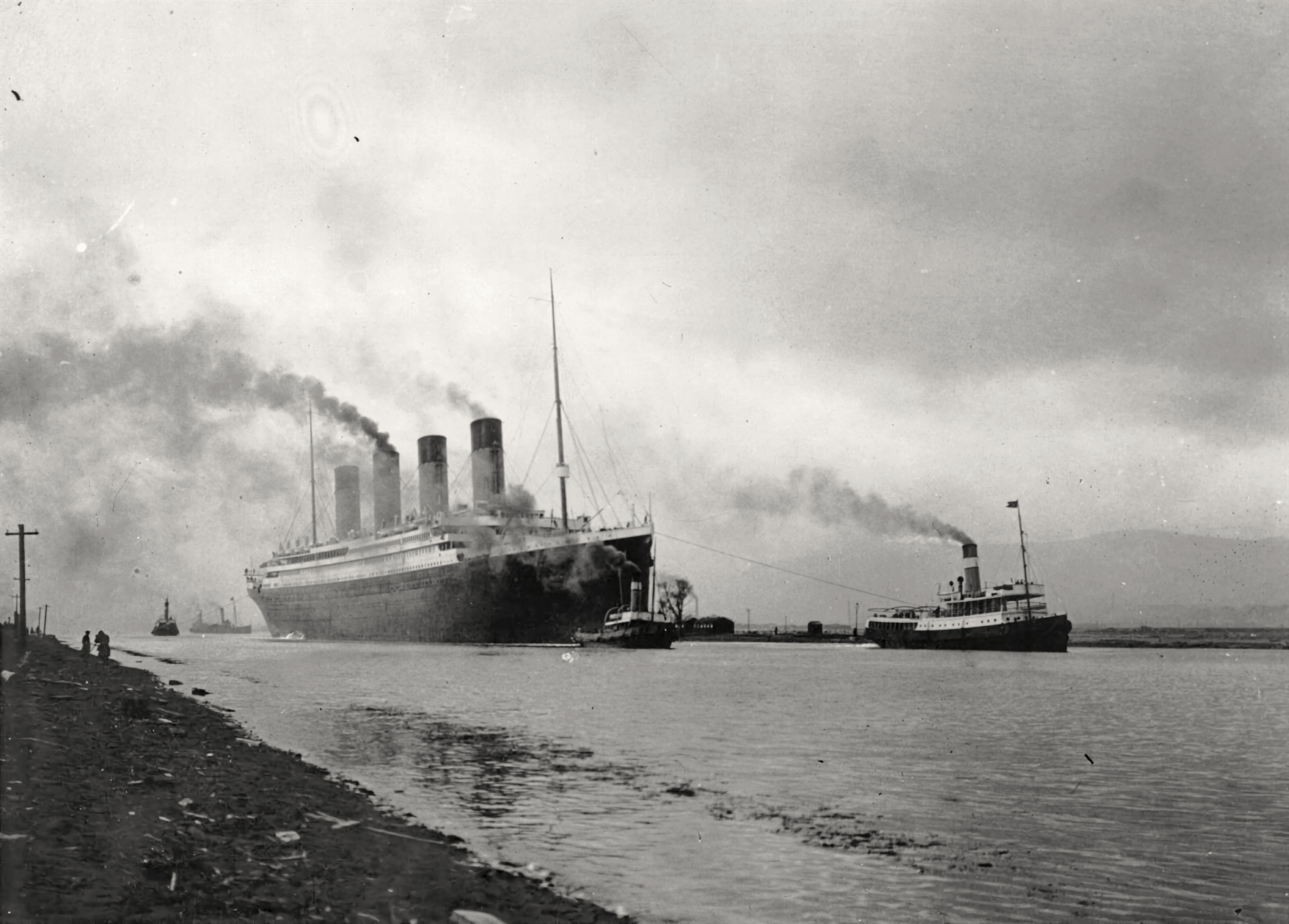
تيتانيك وهي في بلفاست

عابرة محيط منتظمة (Ocean liner) سفينة مصممة لنقل الناس من ميناء إلى آخر لمسافات طويلة على الطرق البحرية وفقا لجدول زمني. ويمكن أيضا ان تنقل البضاعة، وفي بعض الأحيان يستخدم لأغراض أخرى (مثل الرحلات البحرية للمتعة أو بواخر نقل الجنود). تشغيل سفن الشحن لجدول زمني هي التي يشار إليها أحيانا باسم الخطوط. هذه الفئة لا تشمل عبارات أو غيرها من السفن التي تعمل في تجارة البحر في مسافات قصيرة. مع ارتفاع بني هذه السفن عليها تحمل البحر والظروف المعاكسة التي تواجها في المحيطات المفتوحة، وقدرات كبيرة من الوقود والمؤن، وغيرها من المحلات التي سوف تستهلك على الرحلات التي أخذت من عدة أيام إلى عدة أسابيع.